# Ingrid Wallin
Ingrid Margareta Wallin, född 17 december 1943 i Järvsö, Hälsingland, är en svensk skådespelare.
Wallin teaterdebuterade 1962 och studerade vid Statens scenskola i Göteborg 1968. Hon var i många år anställd på Teater Västernorrland.
2010 turnerade hon med pjäsen Ensam Rävhane tillsammans med Göran Forsmark för Riksteatern. För detta var hon en av de som tilldelades Riksteaterns Hedersomnämnande detta år.

## Filmografi i urval
- 1981 – Det finns inga smålänningar (TV-serie)
- 1985 – Sällskapsresan II – Snowroller
- 1988 – Liv i luckan med julkalendern (TV-serie)
- 1991 – T. Sventon och fallet Isabella
- 2015 – Avicii Waiting For Love (Musikvideo)